# (464521) 2016 CM8
(464521) 2016 CM8 es un asteroide perteneciente al cinturón de asteroides, descubierto el 13 de noviembre de 2010 por el equipo Spacewatch desde el Observatorio Nacional de Kitt Peak (Arizona, Estados Unidos).